# Wilkiszki (gmina Bezdany)
Wilkiszki (lit. Vilkiškės) − wieś na Litwie, w okręgu wileńskim, w rejonie wileńskim, w gminie Bezdany. W 2011 roku liczyła 172 mieszkańców.